# Anatomia di uno scandalo
Anatomia di uno scandalo (Anatomy of a Scandal) è una miniserie televisiva britannico-statunitense sviluppata da David E. Kelley e Melissa James Gibson, basata sull'omonimo romanzo di Sarah Vaughan. La serie è composta da sei episodi e ha debuttato su Netflix il 15 aprile 2022.

## Trama
Sophie Whitehouse, la moglie del parlamentare conservatore britannico James Whitehouse, viene a sapere che suo marito ha avuto una relazione con una sua assistente, Olivia Lytton. La notizia diventa pubblica, sconvolgendo le loro vite e costringendola ad affrontare le conseguenze delle disastrose decisioni del marito. A peggiorare la situazione arriva anche un processo.

## Personaggi e interpreti

### Personaggi principali
- Sophie Whitehouse, interpretata da Sienna Miller, doppiata in italiano da Domitilla D'Amico.[1]
la moglie di James
- Kate Woocroft / Holly Berry, interpretata da Michelle Dockery, doppiata in italiano da Benedetta Degli Innocenti.[1]
Legale dell'accusa incaricata del caso di James
- James Whitehouse, interpretato da Rupert Friend, doppiato in italiano da Stefano Crescentini..[1]
Deputato, ex ministro del governo e stretto collaboratore del Primo Ministro
- Olivia Lytton, interpretata da Naomi Scott, doppiata in italiano da Valentina Favazza.[1]
Ricercatrice parlamentare nello staff di James, che ha una relazione con lui e in seguito lo accusa di stupro
- Chris Clarke, interpretato da Joshua McGuire, doppiato in italiano da Fabrizio Vidale.[1]
Capo delle comunicazioni di Downing Street
- Angela Regan, interpretata da Josette Simon, doppiata in italiano da Claudia Razzi.[1]
L'avvocatessa difensore di James
- Aled Luckhurst, interpretato da Jonathan Coy, doppiato in italiano da Luigi La Monica..[1]

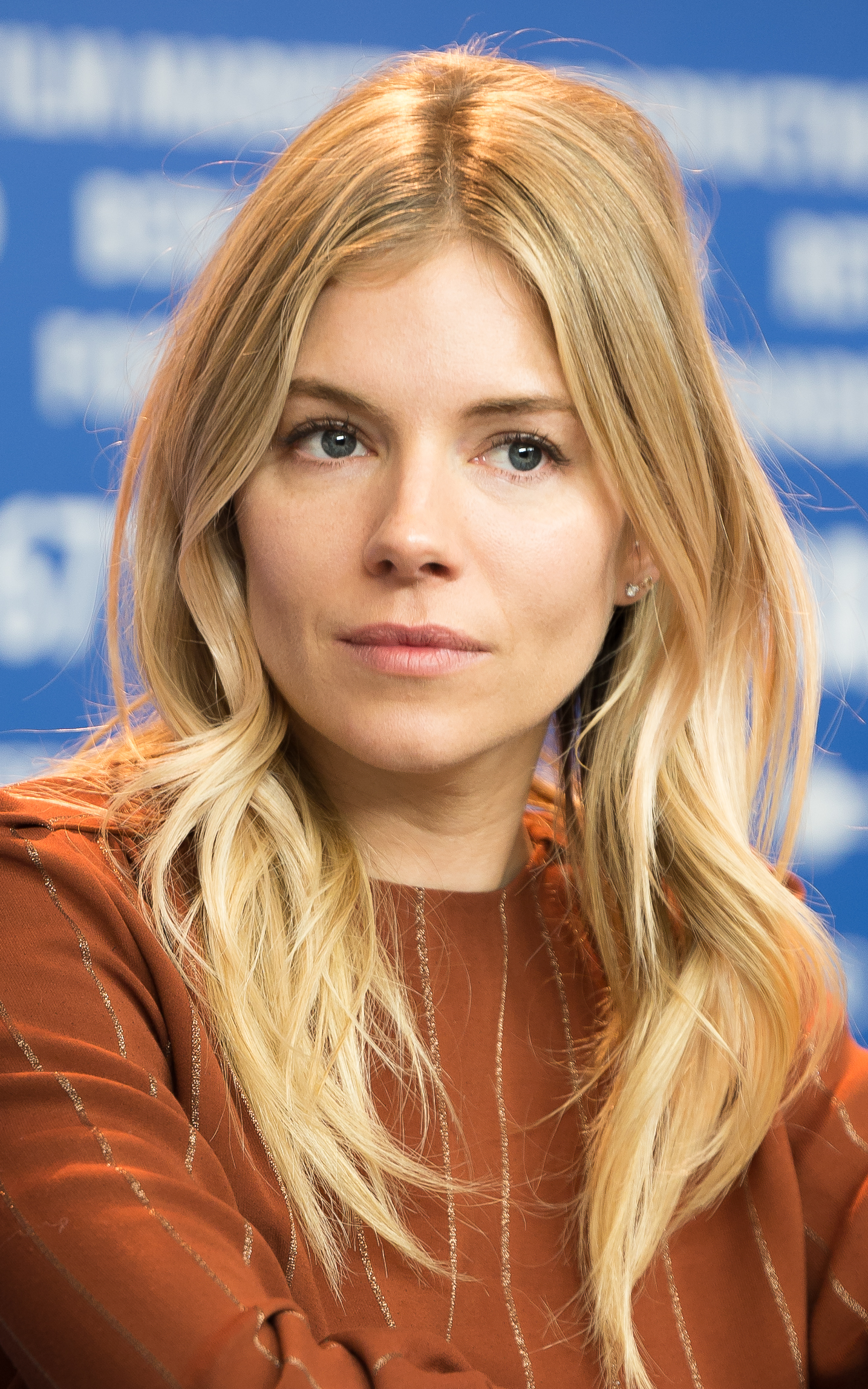
Sienna Miller, interprete di Sophie Whitehouse
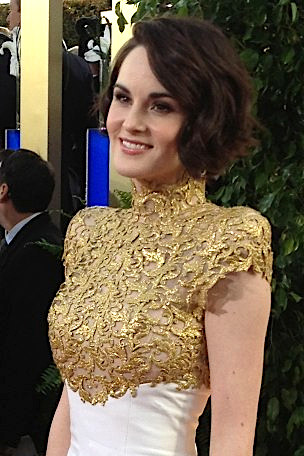
Michelle Dockery, interprete di Kate Woocroft
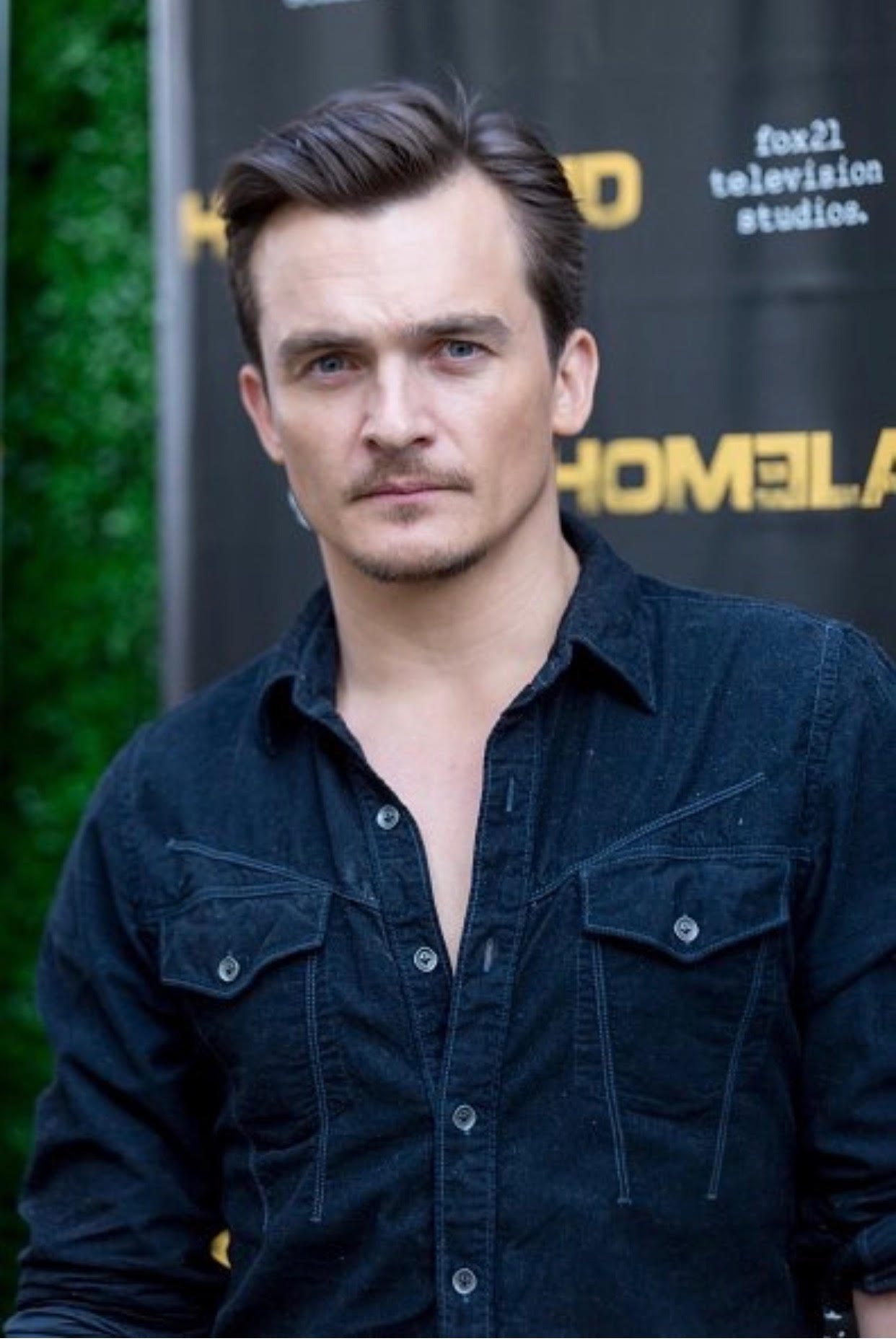
Rupert Friend, interprete di James Whitehouse
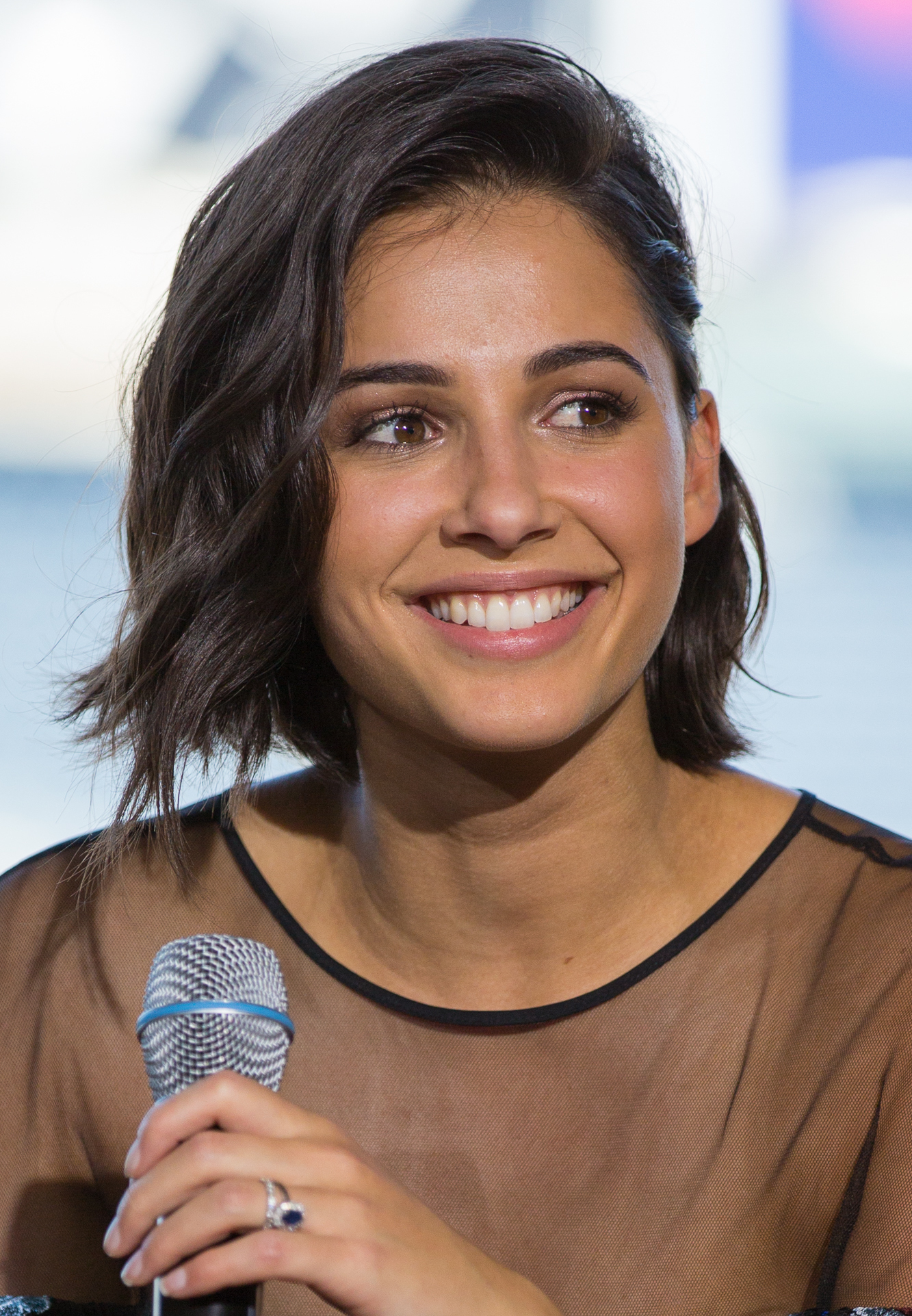
Naomi Scott, interprete di Olivia Lytton
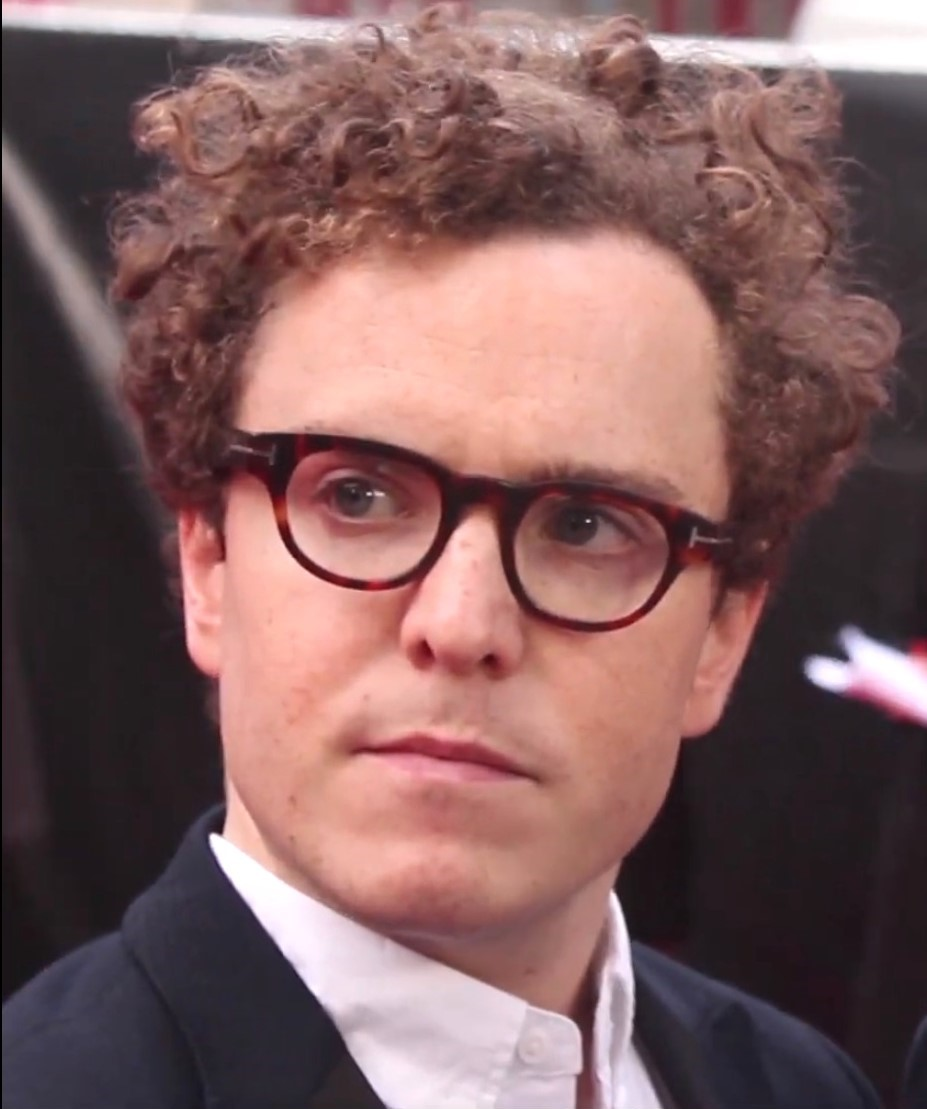
Josh McGuire, interprete di Chris Clarke

## Produzione
Netflix aveva annunciato a maggio 2020 di aver dato il via libera alla serie, che David E. Kelley e Melissa James Gibson hanno adattato dall'omonimo romanzo di Sarah Vaughan. S. J. Clarkson avrebbe diretto tutti gli episodi della serie. A settembre dello stesso anno è stato annunciato che Sienna Miller, Michelle Dockery e Rupert Friend avrebbero ricoperto un ruolo principale. Naomi Scott è stata aggiunta a dicembre mentre Ben Radcliffe ha ottenuto un ruolo ricorrente nel gennaio 2021.
Le riprese della serie sono iniziate nell'ottobre 2020 agli Shepperton Studios.  Le riprese si sono svolte anche alla St. George's Hanover Square Primary School a Mayfair, Londra. Mentre le riprese a Oxford sono avvenute durante il mese di febbraio 2021.

## Accoglienza
Il sito web aggregatore di recensioni Rotten Tomatoes ha riportato un punteggio di approvazione del 62% con una valutazione media di 5,9/10, sulla base di 37 recensioni. Il consenso della critica del sito web recita: "Anatomy of a Scandal ha le ossa di una buona serie, ma manca del tessuto connettivo per funzionare davvero, sebbene il cast stellato fornisca un intrigo tutto suo". Metacritic, che utilizza una media ponderata, ha assegnato un punteggio di 51 su 100 basato sulla base di 19 opinioni, indicando "recensioni miste o medie".
FilmTv.it della miniserie scrive: "Formula consolidata, quella di David E. Kelley, già produttore di serie tv cult e più recentemente di miniserie spesso thriller, quasi sempre tratte da romanzi bestseller: anche il caso di Anatomia di uno scandalo si innesta su questa linea, in quanto adattamento dell'omonimo romanzo inglese di Sarah Vaughan, incentrato su un tradimento le cui conseguenze si aggravano sempre più perché intrecciate con la politica.". Movieplayer.it della miniserie scrive: "Negazione. Rabbia. Contrattazione. Depressione. Accettazione. Queste sono le fasi del lutto ma potrebbero anche essere quello di uno scandalo che coinvolge una famiglia. È quello che succede - come spiegheremo nella nostra recensione di Anatomia di uno scandalo, la nuova serie antologica Netflix disponibile dal 15 aprile - alla famiglia Whitehouse, prominente nucleo dell'upper class britannica nonché volto della politica del Regno Unito.". Mentre MYmovies.it la definisce lapidariamente "Una serie ricca di suspense tratta dal romanzo bestseller di Sarah Vaughan".